# فكر باختلاف

شعار آبل "فكر باختلاف"

«فكر مختلف» (بالإنجليزية: Think Different)‏ هو شعار إعلاني صمم لأبل كمبيوتر في 1997 بواسطة مكاتب لوس انجلس التابعة لوكالة إعلانات TBWA\Chiat\Day. استخدم في اعلان تليفزيون مشهور، والعديد من الاعلانات المطبوعة والتلفزيونية لمنتجات أبل. توقفت الشركة عن استخدام الشعار مع بداية حملة أبل الاعلانية بدل سنة 2002.

## إعلانات التلفاز
استخدم الشعار في الاعلانات التلفزيونية المعنونة «أولئك المجانين»، إخراج جنيفر غولوب والإخراج الفني جنبا إلى جنب مع جيسيكا شولمان وايفون سميث، مع صوت الراوي ريتشارد دريفوس.
الإعلان البالغة مدتة دقيقة واحدة تضمن مقاطع فيديو أبيض وأسود لشخصيات تاريخية مهمة، منهم (بالترتيب) ألبرت أينشتاين، بوب ديلان، مارتن لوثر كينغ، ريتشارد برانسون، جون لينون (مع يوكو أونو)، ريتشارد بوكمينستر فولر، توماس إديسون، محمد علي، تد تيرنر، ماريا كالاس، مهاتما غاندي، أميليا إيرهارت، ألفريد هتشكوك، مارتا غراهام، جيم هينسون (مع الضفدع كيرميت)، فرانك لويد رايت وبابلو بيكاسو، ينتهي الإعلان بصورة طفلة، شان ساهوتا، تفتح عينيها كأنها تدرك الإمكانات المتاحة امامها.

## إعلانات مطبوعة
إعلانات الحملة المطبوعة ظهرت في العديد من المجلات المشهورة مثل النيوزويك وتايم، وعلى جدران في مدن الولايات المتحدة الأمريكية الرئيسية.أحيانا كانت هذه إعلانات تقليدية، تروج لمنتج من منتجات الشركة وبجانبه الشعار «فكر باختلاف».
كانت توجد أيضا سلسلة أخرى من الإعلانات لا تعلن عن منتج بعينة، ولكن تروج لعلامة الشركة التجارية، في مثل تلك الإعلانات كانت تظهر صورة شخصية تاريخية وبجانبها علامة الشركة والشعار «فكر باختلاف».

## النص
النسخة الكاملة
نخب أولئك المجانين. غير الأسوياء. المتمردون. مثيري الشغب. اولئك الذين يرون الأشياء بطريقة مختلفة. هم لا يحبون القواعد، ولا يحترمون الوضع الراهن. يمكنك أن تقتبس منهم، تختلف معهم، تمجدهم أو تحط من قدرهم. الشيء الوحيد الذي لا تستطيع فعله هو تجاهلهم. لأنهم يغيروا الأمور. يدفعون الجنس البشري إلى الأمام. ومع ان البعض قد يراهم مجانين، نراهم نحن كعباقرة. لأن الأشخاص المجانين بما فيهِ الكفاية هم من يعتقدوا بأن بإمكانهم تغيير العالم، هم من يفعلون ذلك.